# لورينزو فلاهرتي
لورينزو فلاهرتي (بالإيطالية: Lorenzo Flaherty)‏ هو ممثل إيطالي، ولد في 24 نوفمبر 1967 في روما في إيطاليا.

## أعمال

### أفلام
- (1986) الشياطين 2

## وصلات خارجية
- لورينزو فلاهرتي على موقع IMDb (الإنجليزية)
- لورينزو فلاهرتي على موقع أول موفي (الإنجليزية)
- لورينزو فلاهرتي على موقع قاعدة بيانات الفيلم (الإنجليزية)